# Clara Egger
Clara Egger   (2 de gener de 1988) és una politòloga francesa precandidata a la Presidència de la República.

## Biografia
Va créixer en Ardecha. Admesa a Ciències Po Grenoble l'any 2005, s'especialitza en teoria política i en relacions internacionals. En 2010, obté el títol de Màster Organització internacional.
L'any 2011, comença una tesi de ciències polítiques a la universitat Grenoble-Alps. El seu director de tesi és Yves Schemeil. La seva tesi explica el paper de l'acció humanitària en política internacional. Indaga en particular en les modalitats de finançament de les organitzacions humanitàries i identifica el concepte de « organització neo-governamental » designant organitzacions alineades amb les prioritats polítiques del seu Estat finançador Obté el seu doctorat l'any 2016.
Els seus treballs doctorals, portant sobre el finançament de les ONG humanitàries i el seu paper als països en conflictes, han estat premiats per la Fundació Creu Roja l'any 2014 i li han valgut una plaça de finalista al preu de la millor tesi europea en ciències polítiques
Des de desembre 2018 es professora a la universitat de Groningen.
Ha publicat en col·laboració amb Raul Magni-Berton l'assaig «El referèndum d'iniciativa ciutadana explicat a tothom».

## Compromisos
Clara Egger és membre del col·lectiu Cortecs que té per objectius promoure el desenvolupament del pensament crític i l'autodefensa intel·lectual.
L'any 2017,  ella amb Raul Magni-Berton i Ismaël Benslimane el Moviment per a un Delfinat democràtic, on són promoguts dos grans principis de la governança: la democràcia directa i l'autonomia dels territoris.
En 2018 s'adereix a les reivindicacions dels Armilles Groques et particularment defensa el RIC, el Referèndum d'Iniciativa Ciutadana.
L'any 2021, dirigeix el col·lectiu Esperança RIC 2022 i és candidata a l'elecció presidencial francesa de 2022 amb el programa centra en instituir el Referèndum d'Iniciativa Ciutadana Constituent